# جیب خدا
جیب خدا (به انگلیسی: God's Pocket) فیلمی محصول سال ۲۰۱۴ و به کارگردانی جان اسلتری است. در این فیلم بازیگرانی همچون فیلیپ سیمور هافمن، ریچارد جنکینز، کریستینا هندریکس، جان تورتورو، ادی مارسن، پیتر گرتی، کلب لندری جونز، دومنیک لامباردوتزی، جویس وان پاتن، مالی پرایس، لنی ونیتو و گلن فلشلر ایفای نقش کرده‌اند.